# Volta al País Basc 1978
La Volta al País Basc 1978 fou la 18a edició de la Volta al País Basc. La cursa es disputà en cinc etapes, una d'elles dividides en dos sectors, un d'ells contrarellotge individual, entre el 3 i el 7 d'abril de 1978 i un total de 811 km.
La cursa va ser dominada pels ciclistes de l'equip Kas, que van guanyar cinc dels sis finals d'etapa i van situar a quatre del seus corredors al capdavant de la general. La victòria final fou per l'espanyol José Antonio González Linares (Kas), gràcies a una escapada durant el primer sector de la darrera etapa, en què arribà a Aretxabaleta amb més de set minuts sobre el fins aleshores líder José Nazabal. José Enrique Cima, vencedor de la contrarellotge final, fou el segon classificat i Nazabal tercer. Amb aquesta victòria González Linares establia un rècord de victòries a la Volta al País Basc, amb quatre, després de les aconseguides el 1972, 1975 i 1977. Ismael Lejarreta guanyà la classificació de la muntanya, José Luis Viejo, vencedor de le dues primeres etapes la dels punts, Jaime Albisu la de les metes volants i el Kas fou el millor equip.

## Equips participants
Sis van ser els equips que van prendre la sortida, els espanyols Novostil-Helios, Transmallorca, Teka i Kas, i els estrangers Safir i Coelima, per completar un gran grup de 59 corredors.

## Etapes
| Etapa | Data      | Recorregut                   |                           | Km  | Vencedor de l'Etapa         | Líder de la general         | Ref.  |
| ----- | --------- | ---------------------------- | ------------------------- | --- | --------------------------- | --------------------------- | ----- |
| 1ª    | 3 d'abril | Leitza - Biarritz            | Etapa de mitja muntanya   | 166 | José Luis Viejo (ESP)       | José Luis Viejo (ESP)       |       |
| 2ª    | 4 d'abril | Biarritz - Lekeitio          | Etapa de muntanya         | 170 | José Luis Viejo (ESP)       | José Luis Viejo (ESP)       | [ 5 ] |
| 3ª    | 5 d'abril | Lekeitio - Soraluze          | Etapa de muntanya         | 164 | E. Martínez Heredia (ESP)   | E. Martínez Heredia (ESP)   | [ 6 ] |
| 4ª    | 6 d'abril | Soraluze - Vitòria           | Etapa de mitja muntanya   | 151 | Roque Moya (ESP)            | José Nazabal (ESP)          | [ 7 ] |
| 5ª A  | 7 d'abril | Vitòria - Aretxabaleta       | Etapa de mitja muntanya   | 156 | J.A. González Linares (ESP) | J.A. González Linares (ESP) | [ 2 ] |
| 5ª B  | 7 d'abril | Aretxabaleta - Alt d'Untzila | contrarellotge individual | 4   | José Enrique Cima (ESP)     | J.A. González Linares (ESP) | [ 2 ] |

## Classificació general
|     | Ciclista                            | Equip           | Temps       |
| --- | ----------------------------------- | --------------- | ----------- |
| 1.  | José Antonio González Linares (ESP) | Kas             | 22h 36' 33" |
| 2.  | José Enrique Cima (ESP)             | Kas             | + 5' 24"    |
| 3.  | José Nazabal (ESP)                  | Kas             | + 5' 26"    |
| 4.  | Enrique Martínez Heredia (ESP)      | Kas             | + 5' 29"    |
| 5.  | Vicente Belda (ESP)                 | Transmallorca   | + 5' 32"    |
| 6.  | José Luis Viejo (ESP)               | Kas             | + 5' 42"    |
| 7.  | Gonzalo Aja (ESP)                   | Novostil-Helios | + 6' 15"    |
| 8.  | Miguel Mari Lasa (ESP)              | Teka            | + 6' 25"    |
| 9.  | Firmino Bernardino (POR)            | Coelima         | + 6' 40"    |
| 10. | Alberto Fernández (ESP)             | Novostil-Helios | + 6' 50"    |